# Changements dans Star Wars au cours des différentes rééditions
Les changements dans les rééditions de Star Wars vont de différences mineures dans l'étalonnage des couleurs, le mixage audio, et des plus importants comme l'insertion de nouveaux effets visuels, ajouts de personnages et de dialogues, extensions de scènes et remplacement de certains acteurs originaux par des plus récents. Bien que des modifications aient également été apportées à la prélogie (la deuxième trilogie Star Wars, tournée après mais se situant chronologiquement avant l'épisode 4), c'est la trilogie originale qui a connu le plus de modifications. Insatisfait des montages initiaux de Star Wars, l'Empire contre-attaque et Le Retour du Jedi, son créateur, George Lucas, a modifié ses films pour s'approcher de la vision initiale qu'il en avait à l'époque et qu'il n'avait pu concrétiser en raison de contraintes de temps, de budget, et de technologie.
Les premiers changements importants ont commencé en 1997 avec la sortie d'un remaster « Édition spéciale » en commémoration du vingtième anniversaire de la franchise. Ces changements visaient à moderniser les films et à créer une cohérence avec la prélogie à venir. D'autres changements notables ont été apportés lorsque la trilogie originale est sortie en DVD en 2004, dans le but de créer plus de cohérence avec la prélogie après la sortie de L'Attaque des Clones et en prévision de La Revanche des Sith. Plus de changements ont été apportés aux films pour leur sortie en Blu-ray en 2011.
Les nombreux changements ont indigné fans et critiques, et beaucoup pensent que Lucas a dénaturé les films originaux avec ces changements. Le plus controversé est de remonter la scène pour faire en sorte que Greedo tire avant Han Solo, ce qui a engendré la création et l'utilisation de l'expression « Han shot first » (« Han a tiré le premier »). Les autres changements controversés sont entre autres le remplacement de la chanson chantée par Sy Snootles par une nouvelle chanson chantée par une version CGI de Snootles. Mais également en faisant crier « Non ! » à Dark Vador alors qu'il tue l'empereur. Et enfin en remplaçant l'acteur Sebastian Shaw qui joue l'esprit d'Anakin Skywalker dans l'épisode 6 par Hayden Christensen, qui joue Anakin dans les films préquels. Les critiques ont également estimé que certains de ces changements ont privé les films des qualités pour lesquelles ils ont remporté des prix. Cependant, certains ont également estimé que de nombreux changements mineurs étaient des améliorations, inoffensives ou justifiées. En 1989, la version originale de Star Wars a été sélectionnée pour être conservée dans le National Film Registry de la bibliothèque du Congres des États-Unis. En 2014, la Bibliothèque n'avait toujours pas de « copie de travail » (une copie disponible pour consultation publique) du film de 1977 ; le réalisateur George Lucas a refusé de soumettre l'original, déclarant qu'il n'autorisait plus la sortie de la version d'origine. Lucasfilm a proposé la version modifiée de l'édition spéciale de 1997, mais le registre l'a refusée car seule la version d'origine peut être acceptée. La Bibliothèque, cependant, possédait une copie 35 mm du film original (la version sans le titre Un Nouvel Espoir et les modifications ultérieures) en 1978 dans le cadre du dépôt de copyright du film. Une copie de travail numérique a ensuite été réalisée.

## Historique des versions deStar Wars
- 1977 : en mai, Star Wars sort en salles[4]. En juin, une copie mono mix du film sort, avec des changements importants dans les lignes audio et les effets spéciaux. Plus tard cette année-là, entre autres, Ken Films sort une version muette du film en Super 8, sous-titrée en anglais[5].
- 1980 : L'Empire contre-attaque sort en salles. Une copie en 70mm du film diffère de la version distribuée en 35mm en ajoutant du dialogue, modifiant des effets visuels et sonores, des choix de tir, et les transitions entre les coups de feu. Aucun de ces changements n'est apparu dans les versions ultérieures, à l'exception d'un changement de dialogue.
- 1981 : Star Wars est réédité, avec l'ajout du titre Épisode IV et Un nouvel espoir.
- 1983 : Le Retour du Jedi sort en salles.
- 1985 : Star Wars, désormais sous-titré Un nouvel espoir, est réédité sur VHS et en 1989 sur LaserDisc avec un mix audio amélioré. La version LaserDisc, et le vidéodisque CED également sorti, ont accéléré le film de 3% pour l'adapter sur un seul disque. Certaines versions ont également subi des changements mineurs de rapport hauteur / largeur (format d'écran).
- 1993 : La trilogie originale est publiée sur LaserDisc sous le nom de « The Definitive Collection ». À l'exception d'un mélange audio THX, de l'élimination des rayures, de la saleté et des changements d'équilibre des couleurs, ils correspondent aux versions théâtrales originales.
- 1995 : La trilogie originale a été proposée en format VHS avec comme slogan commercial la « dernière chance de posséder l'original » avant que les films ne soient retirés du marché en janvier 1996 et qu'une réédition modifiée soit publiée en 1997.
- 1997 : L'édition spéciale de la trilogie originale sort en salles pour le vingtième anniversaire de Star Wars. Cette version présente les premiers changements importants, destinés à moderniser les films et à créer une cohérence avec la trilogie préquelle à venir. Les négatifs originaux ont également été restaurés numériquement.
- 1999 : Star Wars, Épisode I : La Menace fantôme  sort en salles.
- 2001 : La Menace fantôme  sort en DVD, présentant un montage légèrement plus long que la version sortie en salles[6].
- 2002 : Star Wars, épisode II : L'Attaque des clones sort en salles. Une version conçue pour les salles de projection numérique comprenant quelques effets spéciaux et des lignes de dialogue supplémentaires absents dans la première version sortie en salles ; le DVD ne comporte que la version numérique[7],[8].
- 2004 : La trilogie originale sort en DVD. D'autres modifications importantes sont apportées.
- 2005 : Star Wars, épisode III : La Revanche des Sith sort en salles. La version DVD présente des modifications mineures[9],[note 1].
- 2006 : Une autre version de l'édition DVD 2004 est sortie. Une version inchangée de la trilogie a été incluse sur les disques bonus ; il était le même que la version 1993 LaserDisc et était de qualité inférieure à la version restaurée.
- 2011 : Les films originaux et préquels sortent en Blu-ray. Des nouvelles modifications sont apportées aux six films.
- 2012 : Star Wars, épisode I : La Menace fantôme  sort en salle en version convertie 3D.
- 2015 : Les films originaux et préquels sont diffusés numériquement sur les services de streaming. Il s'agit de la version Blu-ray, à l'exception des modifications apportées aux logos d'ouverture et aux fanfares. Le logo de la 20th Century Fox a été retiré de L'Empire contre-attaque, Le Retour du Jedi, et des films précédents à la suite de l'acquisition de Lucasfilm par Disney en 2012.
- 2019 : Les films originaux et préquels, ainsi que Le Réveil de la Force et Rogue One, sortent en définition 4K sur le service de streaming de Disney, Disney +. Le logo et la fanfare de la 20th Century Fox ont été restaurés sur les cinq films dont ils avaient été retirés en 2015 à la suite de l'acquisition de 21st Century Fox par Disney plus tôt en 2019. Des modifications ont également été apportées à Un nouvel espoir, y compris des corrections de couleur[10],[11].

## Changements importants

### Star Wars

#### Changement de titre
Le premier film sort en 1977 sous le titre Star Wars. En France, il est appelé La Guerre des étoiles. Le sous-titre Épisode IV - Un nouvel espoir est ajouté rétroactivement au générique d'ouverture dans une version ultérieure,. Les avis divergent quant au moment où ce changement s'est produit. Certains, y compris Lucasfilm, datent l'ajout lors d'une ressortie en salles le 10 avril 1981 tandis que d'autres le placent beaucoup plus tôt lors d'une ressortie en juillet 1978. Cette modification a été décidée pour aligner le film original sur le titre de sa suite l'Empire contre-attaque, sorti en 1980 avec le sous-titre Épisode V.

#### Scène avec Greedo
Dans Star Wars, Han Solo est confronté, dans la cantine de Mos Eisley, au chasseur de primes Greedo, et la confrontation se termine avec Han tirant sous la table et tuant Greedo. Les circonstances du tournage varient selon les versions du film. Dans la version originale du film de 1977, Han tire sur Greedo et Greedo meurt. La version 1997 de l'édition spéciale du film modifie la scène de sorte que Greedo tire en premier et manque (avec la tête de Han modifiée numériquement pour s'éloigner de l'explosion laser). La scène a de nouveau été modifiée dans la sortie DVD du film en 2004 afin que Han et Greedo se tirent dessus simultanément. La scène a été encore modifiée pour la sortie 2019 4K sur Disney + avec l'ajout d'un plan rapproché de Greedo parlant (sans sous-titres) et de nouveaux effets visuels,,.
Lucas a déclaré qu'il avait toujours voulu que Greedo tire en premier. Il a estimé que l'idée qu'Han tire le premier fait essentiellement de lui un « tueur de sang-froid ». Cette décision a suscité des objections selon lesquelles elle a changé l'ambiguïté morale de Han, a fondamentalement modifié sa personnalité établie et a contrecarré sa transition de l'anti-héros au héros. C'est devenu l'un des changements les plus controversés des films.

#### Couleur des sabres laser
Le sabre laser de Luke, qui était apparu en vert sur la scène d'entraînement à bord du Faucon Millenium, a été corrigé en bleu. De plus, les effets lors du duel entre Obi-Wan Kenobi et Dark Vador ont été affinés.

#### Jabba le Hutt et Boba Fett
Le scénario original de Star Wars comprenait une scène entre Jabba le Hutt (qui a été conçu dans des dessins conceptuels similaires à son apparition dans Le Retour du Jedi et voyageant souvent sur une chaise à porteurs) et Han Solo, situé dans le Dock 94 de Mos Eisley. La scène a été filmée avec Harrison Ford jouant Solo et Declan Mulholland, un grand homme, portant un gilet à fourrure représentant Jabba,. Lucas avait l'intention de remplacer Mulholland en post-production par un personnage en stop-motion. En raison de contraintes de temps et budgétaires, la scène a été coupée. Dans l'édition spéciale de 1997, la scène a été réinsérée avec un Jabba en CGI remplaçant Mulholland. Dans la scène originale, Ford fait le tour très près de Mulholland ; la solution de faire marcher Han sur la queue de Jabba et le faire crier est décidée comme solution de contournement (avec Han déplacé numériquement verticalement pour tenir compte de la queue de Jabba). Boba Fett a également été ajouté à l'arrière-plan de la scène.
L'insertion de cette scène dans le film a été critiquée pour être superflue et, comme pour la scène précédente de la cantine avec Greedo, ralentir le rythme et ne pas faire avancer l'intrigue,. Le CGI original de 1997, ayant de grands yeux ressemblant à ceux du chat du Cheshire et une petite tête, a également été décrit comme « horrible ». La conception de Jabba a été modifiée pour la sortie du DVD de 2004, le rendant plus réaliste et similaire à sa représentation dans Le Retour du Jedi.

#### Biggs Darklighter sur Yavin 4
Pendant la production de Star Wars, des scènes ont été filmées mettant en vedette Biggs Darklighter et son amitié avec Luke Skywalker sur Tatooine et à la base rebelle de Yavin 4 peu avant l'attaque contre l'Étoile de la mort. Les scènes ont été coupées car ralentissant le rythme du film. Dans la version sortie en 1977, Biggs n'est mentionné que brièvement comme l'un des amis de Luke au début du film, et il est brièvement vu lors de l'attaque de l'Étoile de la mort, dans laquelle il meurt, et une relation entre Biggs et Luke n'est jamais indiquée. Malgré cela, Luke réagit fortement à la mort de Biggs. L'édition spéciale de 1997 du film Star Wars incorpore la scène précédemment supprimée sur Yavin 4. Le manque de ces scènes de Tatooine et Yavin 4 diminuaient l'importance de la mort de Biggs alors que la réaction de Luke était considérée comme trop forte, à l'image d'une tragédie déroutante. Il a été estimé que le rajout de la scène Yavin 4 a aidé à rectifier ce problème,.

### L'Empire contre-attaque

#### Hologramme de l'empereur
Clive Revill a initialement fourni la voix de l'empereur dans l'Empire contre-attaque, tandis que l'actrice Marjorie Eaton l'a dépeint physiquement, portant un masque Finalement, l'actrice et comédienne a été remplacée par Ian McDiarmid, qui a interprété le personnage dans des films ultérieurs, pour l'édition 2004 du DVD et les versions ultérieures,,. Le dialogue a été quelque peu changé avec cette modification.

#### Voix de Boba Fett
Les dialogues de Boba Fett ont été à l'origine enregistrés par Jason Wingreen. Par la suite est indiqué dans L'Attaque des Clones que Boba était un clone de Jango Fett, joué par Temuera Morrison. Pour faire correspondre les films, Morrison a alors réenregistré les lignes de Boba pour la sortie DVD du film en 2004.

### Le retour du Jedi

#### Max Rebo Band
La scène dans laquelle Jabba le Hutt donne à manger au Rancor la danseuse Oola s'ouvre avec un concert du Max Rebo Band et de sa chanteuse Sy Snootles. Dans la version originale du film, la chanson est Lapti Nek, chantée dans la langue fictive Huttese. L'édition spéciale de 1997 a changé pour une chanson « moins datée », Jedi Rocks. La marionnette utilisée pour Snootles a également été remplacée par un effet CGI dans l'édition spéciale. Cela a été fait parce que, selon le producteur Rick McCallum, Lucas ne pouvait pas atteindre le tour de chant qu'il envisageait parce que les personnages ne pouvaient pas bouger comme il le souhaitait ; Snootles ne pouvait pas ouvrir correctement sa bouche pour synchroniser ses lèvres et ses yeux ne bougeaient pas. L'édition spéciale a augmenté la taille du Max Rebo Band de trois membres à douze.
Un auteur du site de jeu vidéo américain Polygon a écrit que ces ajouts sont « une intrusion surproduite qui prend deux fois plus de temps pour ne rien ajouter » et détourne l'intention initiale de la scène : découvrir la trappe menant au Rancor et à la mort de Jabba. Le même auteur a déclaré qu'il pensait que Lapti Nek était une meilleure chanson, décrivant la voix de Jedi Rocks comme difficile à écouter et ayant « le volume et la friture vocale d'une Tina Turner plus aiguë sans âme ». Un critique de Wired déclare également que la nouvelle chanson est un « vol inutile des Pointer Sisters » et que les ajouts ont encombré la scène avec des effects CGI déjà dépassés. Den of Geek note que le changement a modifié négativement le ton de la scène et seulement « remplacé un effet défectueux par un autre », écrivant que « Ce qui était autrefois un scène plus discrète mais attrayante dans la première version du film [est] devenu... un spectacle plein-les-yeux audiovisuel ».

#### Allongement de la scène de la mort d'Oola
Dans la sortie en salles du film, la mort d'Oola est filmée de l'extérieur de la fosse du Rancor : elle tombe dans la fosse et son cri est entendu hors champ. Dans l'édition spéciale de 1997, des plans supplémentaires ont été insérés la représentant dans la fosse, y compris des plans où elle lève les yeux vers la foule, la porte de la fosse levée et un plan de sa terreur. Le Rancor et Oola, lorsqu'elle se met à hurler, restent hors champ.
Femi Taylor, qui joue Oola, a impressionné les critiques par sa capacité à reprendre le rôle plus d'une décennie plus tard sans différence visible,. James Whitbrook du site de blogs io9 a salué les ajouts à la scène, en particulier la décision de faire apparaître la wampa à l'écran dans l'édition spéciale de L'Empire contre-attaque, écrivant que cela faisait deviner la prochaine apparition du Rancor tout en gardant l'effet de surprise pour Luke. Le site Denofgeek.com, cependant, a critiqué les ajouts comme inutiles et a estimé qu'ils ont familiarisé le public avec la fosse, diminuant la peur pendant la scène de Luke dans la fosse.

#### Ajout du «Non!» De Dark Vador
À l'apogée du film, l'empereur torture Luke avec des éclairs de force, ce qui pousse Dark Vador à jeter l'empereur dans un gouffre et à le tuer. Dans la sortie en salles et les sorties vidéo antérieures, Dark Vador regarde et agit en silence. La sortie Blu-ray de 2011 ajoute Dark Vador qui murmure « Non » puis un « Non ! » prolongé, créant un parallèle avec son cri similaire à la fin de l'épisode III - La vengeance des Sith. Cet ajout a été décrit comme inutile et semblant terrible et un auteur de Polygon a déclaré qu'il « prenait ce qui était autrefois émotionnel et le rendait risible ». L'auteur a également estimé que l'ajout montrait une méfiance à l'égard de la capacité d'un public à interpréter les émotions de Vador. La symétrie créée par le parallèle a été décrite comme « maladroite » et a été ressentie comme étant une moquerie de la scène dans le préquelle.

#### Sourcils d'Anakin
Dans la scène où Anakin Skywalker est démasqué, la version DVD de 2004 a enlevé numériquement ses sourcils pour le faire correspondre à Anakin brûlant sur Mustafar à la fin de La Revanche des Sith. Les yeux bruns de l'acteur Sebastian Shaw ont également été modifiés numériquement en bleu pour les faire correspondre à la couleur des yeux de Hayden Christensen.

#### Célébration de la victoire
Le film se termine par une scène de célébration de la mort de l'Empereur et la chute de l'Empire avec l'Alliance rebelle dans un village d'Ewoks sur Endor. La sortie originale du film comprenait la chanson Ewok Celebration, également connue sous le nom de Yub Nub, qui jouait pendant la célébration. La version de l'édition spéciale 1997 du film a remplacé Ewok Celebration par une partition composée par John Williams intitulée Victory Celebration, et la scène a été allongée pour inclure des plans de célébration sur les planètes Coruscant, Bespin et Tatooine. La sortie du DVD de 2004 a ajouté un plan de tournage sur Naboo, dans lequel un Gungan a une ligne de dialogue.

#### Apparence de l'esprit d'Anakin
À la fin du film, Dark Vador se rachète en tuant l'empereur pour sauver la vie de Luke Skywalker, puis meurt de ses blessures peu de temps après, et apparaît à Luke comme Anakin Skywalker aux côtés des esprits de la Force de Yoda et Obi-Wan Kenobi. Dans la sortie en salles de 1983, Sebastian Shaw joue ce fantôme, en plus de Dark Vador démasqué. Hayden Christensen joue le rôle d'Anakin dans les films de prélogie L'Attaque des Clones et La Revanche des Sith. Pour donner de la cohérence, la version DVD de 2004 du Retour du Jedi a remplacé la prestation de Shaw en tant que fantôme de Force par Christensen, modification parfois controversée dans la communauté des fans.

### La Menace fantôme

#### Effets spéciaux CGI sur Yoda
Pour la sortie en salles de La Menace fantôme, une marionnette a été utilisée pour représenter Yoda dans la plupart de ses scènes. Cela a été changé lors de la sortie Blu-ray de 2011, la marionnette étant remplacée par un modèle CGI, similaire à ceux utilisés pour les suites du film L'Attaque des Clones et La Revanche des Sith.

### L'Attaque des clones
Lors de la sortie du Blu-Ray de 2011, la séquence du rêve d'Anakin est modifiée avec l'ajout des cris de sa mère lui criant à l'aide. 

## Réactions
Un écrivain déclare que le premier Star Wars a remporté les Oscars des meilleurs effets visuels, du meilleur design de production, de la meilleure partition originale et que les modifications apportées à l'édition spéciale du mixage sonore, des effets sonores et des effets visuels semblaient avoir « dépouillé le film de tous les aspects pour lesquels il avait remporté ses Oscars ».
Lance Ulanoff de Mashable, qui en 2015 a vu la copie originale de Star Wars de la Bibliothèque du Congrès, concède à Lucas que la technologie du moment ne lui avait pas permis de réaliser sa vision, citant une des imperfections visibles autour du vaisseau de Leia. « Si déroutantes que ça m'a temporairement fait sortir du film », parce que la copie originale manque de la qualité d'orfèvre qu'il est en droit d'attendre de la science-fiction et du film fantastique. Malgré cela, il « déteste chacun » des effets CGI ajoutés plus tard et décrit positivement sa capacité à visualiser la copie originale.
Dave Tach, écrivant pour Polygon, a noté des changements mineurs, tels que l'ajout de fenêtres à Cloud City sur Bespin, l'ajout d'étincelles au jetpack de Jango Fett, ou le remplacement de l'hologramme original de l'empereur par McDiarmid, comme étant des changements inoffensifs qui « ont irrité, à peu près, personne ». Car il y avait une logique solide derrière ces changements. À la fin de 2019, l'article dans Screen Rant de Leon Miller a publié une liste de cinq changements qu'il estime devoir être conservés, ainsi que cinq devant être supprimés.

## Version 3D deStar Wars épisode I, La Menace fantôme
En 2012, sort dans les salles de cinéma une version 3D de l'épisode I afin de promouvoir la sortie d'un nouveau coffret blu-ray de Star Wars. Néanmoins, à la suite du rachat par Disney, la sortie des épisodes II et III n'ont toujours pas vu le jour sous cette forme; ni même les versions rééditées de ces deux épisodes pour le nouveau coffret. En effet, Disney souhaitait avant tout se concentrer sur la nouvelle trilogie et a repoussé ces conversions à des dates indéterminées.

## Edition déspécialisée
Face au mécontentement suscité par les changements apportés à la saga Star Wars, une initiative a vu le jour parmi les fans, celle de reproduire la première version des films, sans les modifications ultérieures. Les modifications ont été créées par une équipe de fans de Star Wars dirigée par Petr « Harmy » Harmáček. Cette édition ne peut pas être achetée ou vendue légalement.